# Fastmårupsdösen
Der kleine Dolmen Fastmårupsdösen liegt nordöstlich des Tal des Råån, zwischen Gantofta und Vallåkra im Feld, westlich des Fastmårupvägen, bei Helsingborg in Schonen in Schweden.
Der Dolmen liegt in einem eng umpflügten, 0,5 m hohen Hügel von etwa 4,0 × 3,0 m. Die Nordost-Südwest orientierte rechteckige Kammer misst etwa 2,0 × 1,0 m und ist 1,0 m hoch. Sie besteht aus fünf 0,8 bis 1,5 m hohen, 0,9 bis 1,3 m breiten und 0,3 bis 1,0 m dicken Tragsteinen. Zwei der Steine sind verkippt. Der auf drei Tragsteinen aufliegende Deckstein misst etwa 3,0 × 2,0 m und ist etwa 1,0 m dick.
In der Nähe liegt das Ganggrab Örenäsgånggriften.